# Liste der Klöster in Ost- und Westpreußen

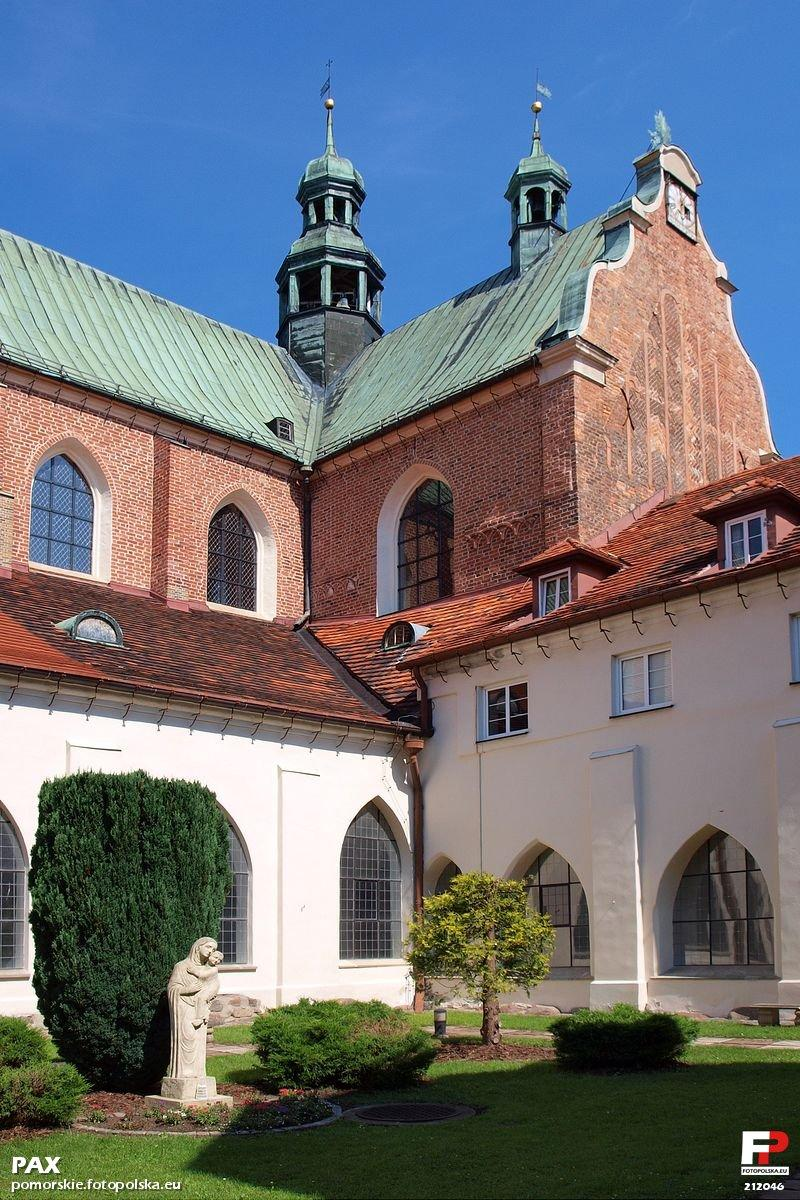
Kloster Oliva

Die Liste der Klöster in Ost- und Westpreußen enthält ehemalige Klöster in den historischen Regionen Pommerellen und Kulmerland (Westpreußen), sowie Ermland und Herzoglich Preußen (Ostpreußen).

## Geschichte
1185 bis 1517
Die Zisterzienser-, Prämonstratenser- und Benediktinerklöster in Oliva (1185/86), Zuckau (um 1209), St. Albrecht (vor 1222), Zarnowitz (vor 1235) und Pelplin (1258), sowie die Bettelordensklöster in Danzig (1227), Neuenburg (1282) und Dirschau (1289) wurden von Herzögen von Pommerellen gegründet, das Kloster Byschewo (1256) durch den Herzog von Kujawien. Ab etwa 1238 (Kulm) setzte der Deutsche Orden die Gründungen in den von ihm eroberten Gebieten fort, er hatte dazu 28 eigene Kommenden. Die Zisterzienserinnenklöster in Kulm und Thorn wurden durch Bischöfe von Kulm gegründet.
1517 gab es im Ordensland Preußen 9 Klöster und 6 Kommenden, in Preußen königlichen Anteils, das seit 1466 zu Polen gehörte, 26 Klöster (darunter 4 im Ermland).
1517 bis 1772
Mit der Reformation wurden ab etwa 1520 im neuen Herzogtum Preußen alle Klöster aufgelöst. In Polnisch-Preußen wurden einige Klöster gestürmt oder aufgehoben (Danzig, Thorn), andere blieben bestehen. Ab 1564 wurden Niederlassungen der Jesuiten (Heilsberg, Braunsberg) im Zuge der Gegenreformation gegründet, später kamen Klöster der Franziskaner (Bernhardiner, Reformaten), Vinzentiner und anderer Orden dazu.
1772 gab es in Polnisch-Preußen über 50 Klöster (davon im Ermland mindestens 10).
1772 bis 1945
In diesem Jahr wurde Polnisch-Preußen in das Königreich Preußen eingegliedert, der größte Teil zu Westpreußen, das Ermland zu Ostpreußen. 1773 wurden die Jesuitenniederlassungen aufgelöst, ab 1807 bis 1830 fast alle anderen Klöster und Konvente in diesem Gebiet. Einige Ordensleute konnten aber noch eine Zeitlang dort wohnen bleiben. Um 1850 waren nahezu alle Anlagen einer anderen Nutzung übergeben oder verfielen. Die Barmherzigen Schwestern vom heiligen Vinzenz von Paul durften in Kulm und Bislaw bestehen, ebenso die Katharinerinnen in Braunsberg. Im ostpreußischen Eckertsdorf wurde um 1835 ein Kloster für geflohene russisch-orthodoxe Altgläubige gegründet.
Seit 1945
Nach 1945 wurden in den nun polnischen Gebieten einige Klöster neu besetzt, nach 1990 weitere gegründet. In der russischen Oblast Kaliningrad entstanden ab 1999 drei orthodoxe Frauenklöster.

## Westpreußen

### Männerklöster
Augustiner-Eremiten
- Kloster Konitz (Chojnice)

Benediktiner
- Priorat St. Adalbert zur Eiche (Św. Wojciech), vom Kloster Mogilno

Barmherzige Brüder vom hl. Johannes von Gott
- Konvent Danzig

Brüder vom gemeinsamen Leben
- Brüderhaus Culm (Chełmno)

Dominikaner
- Dominikanerkloster Danzig (Gdańsk)
- Dominikanerkloster Dirschau (Tczew)
- Dominikanerkloster Elbing (Elbląg)
- Dominikanerkloster Kulm (Chełmno)
- Dominikanerkloster Thorn (Toruń)

Franziskaner
- Franziskanerkloster Danzig (Gdańsk)
- Franziskanerkloster Kulm (Chełmno)
- Franziskanerkloster Kulmsee (Chełmża)
- Franziskanerkloster Neuenburg (Nowe)
- Franziskanerkloster Thorn (Toruń)

Bernhardiner
- Bernhardinerkloster Cadinen (Kadyny)
- Bernhardinerkloster Jakobsdorf (Zamarte)
- Franziskaner-Observanten-Kloster Lauenburg (Lębork)
- Bernhardinerkloster Löbau (Lubawa)
- Bernhardinerkloster Neuenburg (Nowe)
- Bernhardinerkloster Thorn (Toruń)
- Bernhardinerkloster Schwetz (Świecie)

Reformaten
- Kloster Bislaw (Bysławek)
- Kloster Christburg (Dzierzgoń)
- Kloster Lonk (Ląki)
- Reformatenkloster Graudenz (Grudziądz)
- Kloster Neustadt
- Kloster Podgorz
- Reformatenkloster Stolzenberg
- Reformatenkloster Strasburg (Brodnica)

Heilig-Geist-Orden
- Kloster Riesenburg (Prabuty)

Jesuiten
- Jesuitenresidenz Alt-Schottland (Stary Szkoty) bei Danzig
- Jesuitenresidenz Danzig (Gdańsk)
- Jesuitenresidenz Deutsch Krone (Wałcz)
- Jesuitenresidenz Graudenz (Grudziądz)
- Jesuitenresidenz Konitz (Chojnice)
- Jesuitenkloster Marienburg (Malbork)
- Jesuitenkloster Thorn (Toruń)

Kapuziner
- Kloster Rehwalde (Rywałdz)

Karmeliter
- Karmeliterkloster Danzig

Kartäuser
- Kartause Marienparadies (Kartuzy) bei Danzig

Missionare vom heiligen Vinzenz von Paul
- Missionarenkonvent Kulm (Chełmno)
- Missionarenkonvent St. Albrecht (Św. Wojciech)

Pauliner
- Paulinerkloster Topolno

Zisterzienser
- Kloster Oliva (Oliwa)
- Kloster Pelplin
- Kloster Polnisch Krone (Koronowo)

### Frauenklöster
Prämonstratenserinnen
- Kloster Zuckau

Zisterzienserinnen
- Kloster Zarnowitz

Benediktinerinnen bzw. Zisterzienserinnen
- Nonnenkloster Kulm
- Nonnenkloster Thorn

Benediktinerinnen
- Benediktinerinnenkloster Bislaw (Bysławek)
- Benediktinerinnenkloster Graudenz (Grudziądz)
- Benediktinerinnenkloster Konitz (Chojnice)

Brigitten
- Brigittenkloster Danzig (Gdańsk)
- Brigittenkloster Elbing (Elbląg)

Barmherzige Schwestern vom heiligen Vinzenz von Paul
- Kloster Bislaw (Bysławek)
- Kloster Kulm (Chełmno)

## Ostpreußen
Antoniter
- Antoniterkloster Frauenburg

Augustiner-Eremiten
- Augustinerkloster Rößel
- Augustinerkloster Heiligenbeil
- Kloster Patollen bei Groß Waldeck

Dominikaner
- Kloster Gerdauen

Franziskaner
- Franziskanerkloster Braunsberg
- Franziskanerkloster Saalfeld
- Franziskanerkloster Wartenburg (Wartenberg)
- Franziskanerkloster Wehlau

Franziskaner-Observanten (Bernhardiner)
- Bullatenkloster Königsberg
- Kloster Springborn
- Franziskanerkloster Tilsit
- Franziskaner-Observanten-Kloster Wehlau

Jesuiten
- Jesuitenkloster Braunsberg
- Kloster Heilige Linde
- Jesuitenkloster Heilsberg
- Kloster Rößel

Katharinerinnen
- Katharinerinnenkloster Braunsberg, Gründungskloster
- Katharinerinnenkloster Heilsberg
- Katharinerinnenkloster Rößel
- Katharinerinnenkloster Wormditt

Zisterzienserinnen
- Kloster Sankt Marien auf dem Löbenicht, Königsberg

Russisch-orthodox
- Kloster Eckertsdorf